# Pesellino

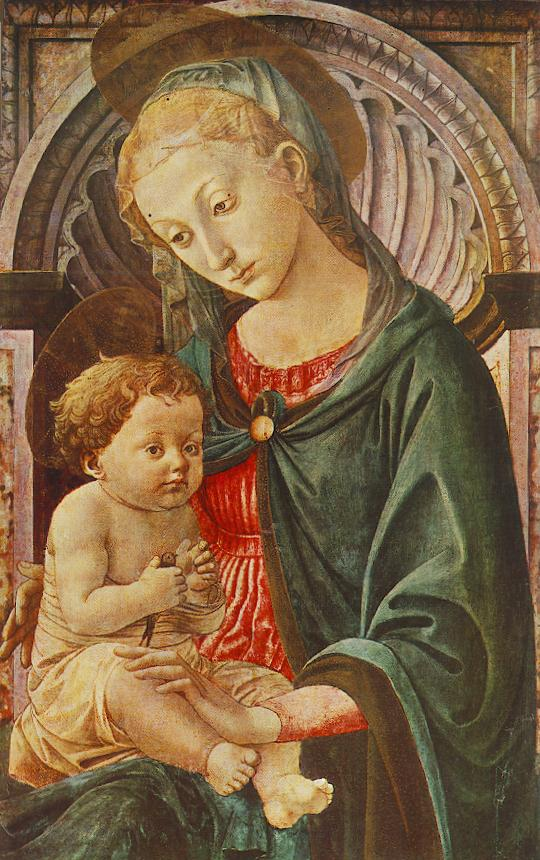
Virgen con el Niño, Christian Museum, Esztergom.

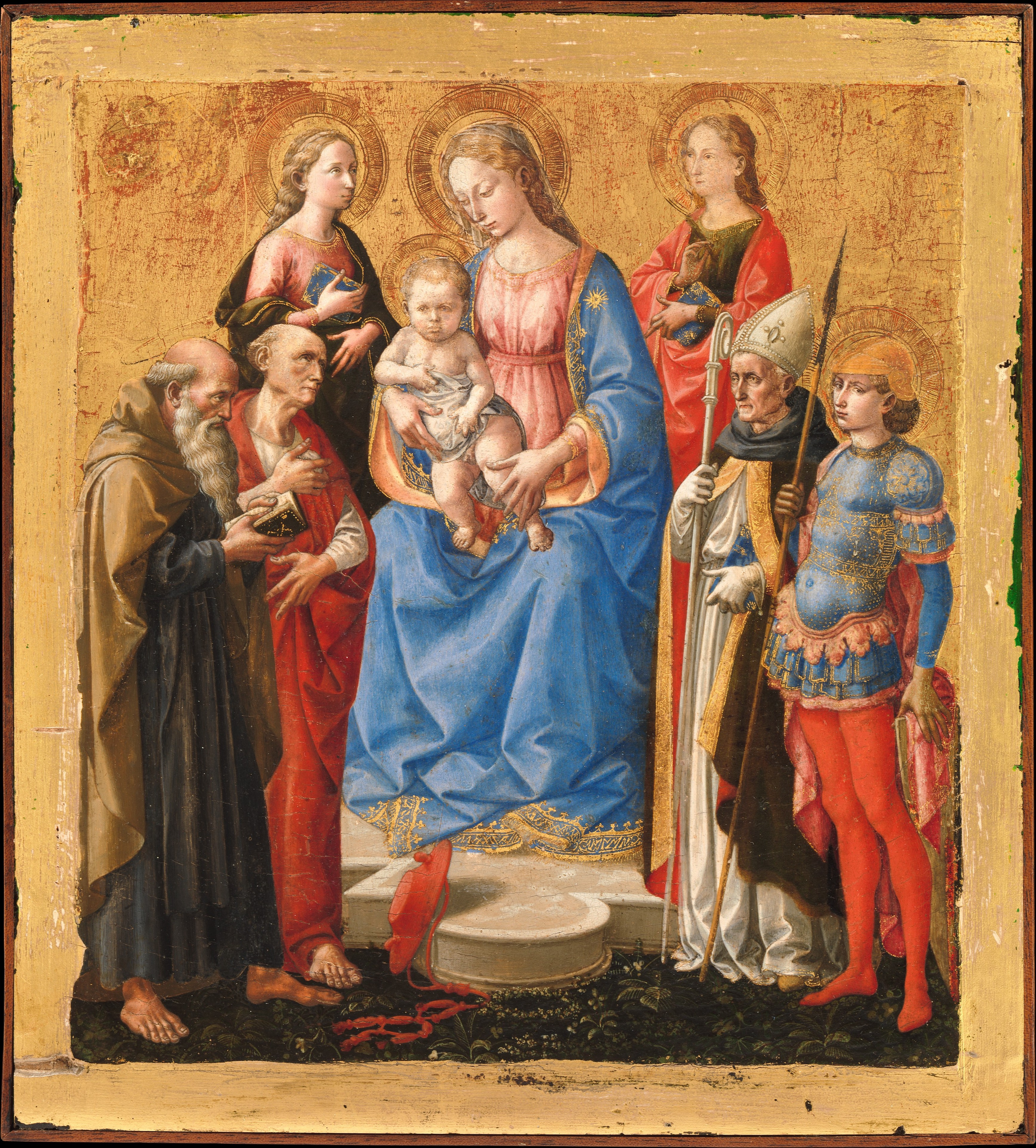
Virgen con el Niño y santos, Metropolitan Museum, NY.

Francesco di Stefano, más conocido como Pesellino (Florencia, 1422 - Florencia, 29 de julio de 1457), fue un pintor italiano del Renacimiento.

## Biografía
Aunque Vasari lo hace en sus Vite hijo de Pesello, realmente era su nieto e hijo del también pintor Stefano di Francesco (muerto en 1427). Tras un probable aprendizaje en el taller que el abuelo regentaba en el Corso degli Adimari florentino, Pesellino aparece como ayudante de Fra Filippo Lippi. Cabría identificarle con el Franciesco di Stefano pittore que se inscribió en la Compagnia di San Luca en 1447. En agosto de 1453 se asocia con Piero di Lorenzo di Pratese (muerto en 1487) y Zanobi di Migliore. Fruto de esta colaboración son mumerosas obras religiosas, en su mayoría con el tema de la Virgen con el Niño, muchas de ellas réplicas de composiciones originales de Pesellino. Otra de sus especialidades fue la pintura de paneles decorativos para cassone.
Su estilo estuvo siempre muy cercano al de Lippi, llegando incluso a superarle, pues su ejecución fue siempre sumamente delicada y hermosa, con un gran gusto por el color. Su temprana muerte le impidió alcanzar cotas superiores en su arte.

## Obras destacadas
- Historia de Griselda (Accademia Carrara, Bergamo)
- Triunfo de Petrarca (Gardner Museum, Boston)
- Triunfo del Amor, la Castidad y la Muerte (Gardner Museum, Boston)
- Virgen con niño (Musée des Beaux-Arts, Chantilly)
- Crucifixión con Virgen y santos (Metropolitan Museum, NY)
- Crucifixión con Virgen y el Niño (National Gallery of Art, Washington)
- Anunciación (Museo Poldi Pezzoli, Milán)
- Anunciación (Courtauld Institute of Art, Londres)
- Construcción del Templo de Jerusalén (1445, Harvard University Art Museum)
- Predela: Natividad; Martirio de los santos Cosme y Damián; San Antonio busca el corazón en el pecho del usurero (1445, Uffizi, Florencia)
- Triunfo de David (1445-55, National Gallery, Londres)
- Alegoría de Roma (1448, Museo del Hermitage, San Petersburgo)
- Alegoría de Cartago (1448, Museo del Hermitage, San Petersburgo)
- Milagro de San Silvestre (c. 1450, Worcester Art Museum)
- Virgen con el Niño entre los santos Zebobio, Juan Bautista, Antonio Abad y Francisco de Asís (1455-57, Museo del Louvre, París)

## Enlaces externos

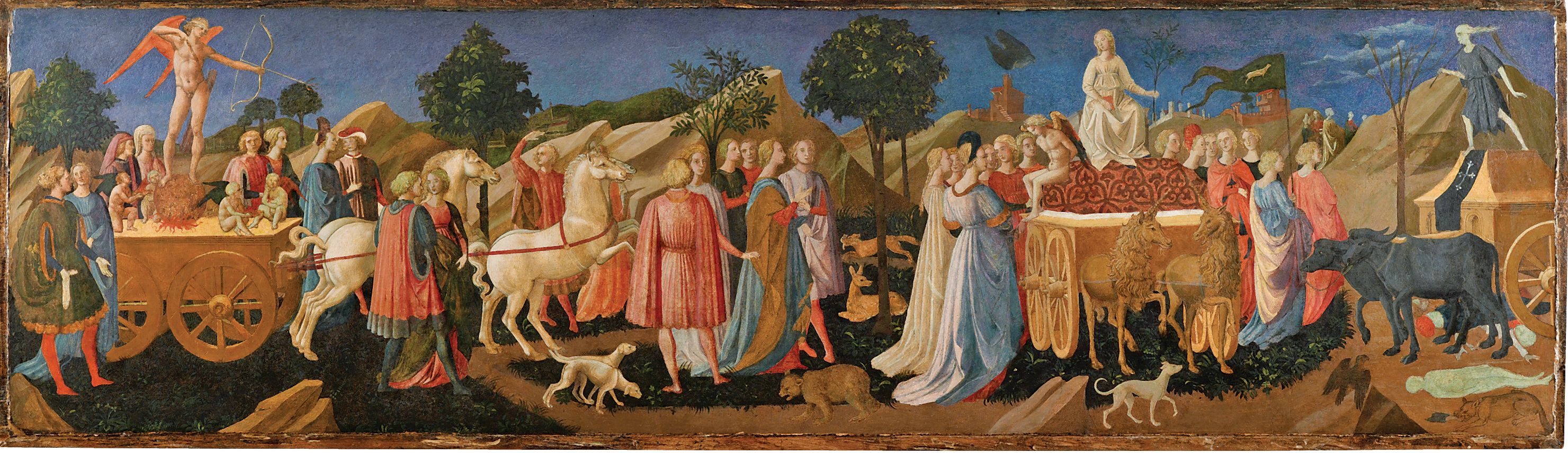
Triunfo del Amor, la Castidad y la Muerte